# Georges Favre-Jacot
Georges Favre-Jacot, né Georges-Emile Favre-Bulle au Locle le 12 décembre 1843 et mort en 1917 à l'âge de 73 ans, est un horloger, entrepreneur et industriel suisse. Il est le fondateur de ce qui deviendra la manufacture de montres Zenith. Georges Favre-Jacot est connu pour avoir rassemblé sous un même toit tous les métiers de l'horlogerie, renonçant à l'établissage alors en vigueur. Il généralise l'interchangeabilité des pièces, ce qui permet de rationaliser la production. Il applique également des techniques modernes pour l'époque en termes de commercialisation de ses produits et livre rapidement dans le monde entier. Ses activités ne se limitent pas à l'horlogerie. Il possède également une carrière et une fabrique de briques de ciment ainsi qu'un hôtel. Il suit les mouvements artistiques et architecturaux de son époque, pour le design de ses produits notamment. Il est à son décès l'un des plus grands propriétaires fonciers du canton de Neuchâtel.

## Biographie

### Généalogie
George-Emile Favre-Bulle est le fils de Jules-Louis Favre-Bulle, né en 1816, et d’Albertine Matthey de l’Endroit (actuel Ponts-de-Martel). Le couple, marié à La Chaux-de-Milieu en 1839, donnera aussi le jour à un autre garçon en 1848 : Jämes-Emile, qui sera le mari de Ida Fallet et le père de Jämes-Albert Favre-Bulle. La famille, du côté du père, comptait déjà un horloger de renom, le grand-oncle de Georges, Frédéric-Louis Favre-Bulle (frère du grand-père David-Louis), né aux Ponts-de-Martel en 1770 et mort au Locle en 1849. Fabricant de chronomètres de marine et ancien apprenti chez « Courvoisier et Houriet », il forma à son tours les célèbres Sylvain Jean-Mairet et un descendent de Daniel Jeanrichard, Louis JeanRichard-dit-Bressel. Frédéric-Louis était un maitre horloger connu surtout pour ses instruments de précision et ses chronomètres de marine. Jules-Louis, le père de Georges, est lui aussi horloger. Bien que son histoire demeure aujourd’hui presque inconnue, il existe encore une montre à répétition qui porte son nom sur le cadran. Georges Favre-Jacot s’inscrit donc dans une illustre lignée d’horlogers. 

### Formation et premiers pas d'entrepreneur
Abandonnant l’école à l’âge de neuf ans pour apprendre un métier, le jeune Georges-Emile commence sitôt son apprentissage de pivoteur et planteur d’échappement. Mais le garçon fait déjà preuve de caractère et indépendance et à 13 ans, à la suite d'un différend avec son patron, on raconte qu’il s’installe à son compte, et qu’à 18 ans il forme déjà des apprentis,,. Pas encore majeur, le 2 janvier 1863, à l’âge de vingt ans, il épouse une horlogère elle-même fille d’horlogers, Louise-Philippine Jacot-Descombes, et c’est alors qu’il change son nom en Georges Favre-Jacot,. La dot de Louise, bien que modeste, permet à Georges Favre-Jacot, en 1865, de fonder son propre atelier de fabrication d’ébauches,. Le couple mettra au monde trois enfants. En 1904 se célébrera le mariage entre sa fille Fernande-Amélie et Jämes-Albert Favre-Bulle, fils de son frère, qui travaillait avec lui déjà depuis 1896.

### Retraite
Le 1er novembre 1911 Georges Favre-Jacot, après plus de quarante ans à la tête de son entreprise est poussé à prendre sa retraite. Il se consacre à d’autres projets, comme la construction de sa villa qui surplombe d'ailleurs le site de son entreprise, ou aux promenades à cheval auxquelles, malgré son âge avancé, il n’arrive pas à renoncer.  C'est justement au cours d’une de ses promenades qu'il contracte une pneumonie, qui l’emportera peu après, le 19 mai 1917. Il est reconnu par la profession comme un pionnier novateur de l'horlogerie suisse.

## De la fabrique de Georges Favre-Jacot aux « Fabriques des Montres Zenith S.A. »
La vie de Georges Favre-Jacot est indissociable des premières années de l'entreprise qui prendra le nom de Zenith en 1911.  

### Les premières années de la fabrique des Billodes
Le premier atelier, destiné à la fabrication d'ébauches voit le jour à l’ouest du Locle à la rue des Billodes et est souvent désignée sous l'appellation « Fabrique des Billodes ». En quelques décennies, le petit atelier se transformera en un gros complexe manufacturier,  composés de plusieurs bâtiments, et consacré à une production fondée, en rupture avec l’habitude de l’époque, sur l’interchangeabilité des pièces et sur l’abaissement des coûts de production. Georges Favre-Jacot perçoit en effet les changements qui s'opèrent dans l'industrie horlogère, en particulier aux États-Unis où se sont construites des manufactures entièrement intégrées. Il s'informe et lit notamment le rapport de Jacques David lors de sa visite à l'Exposition universelle de Philadelphie en 1876. Il annexe peu à peu les bâtiments autour de son premier atelier et il a hâte de construire une usine correspondant à ses idées. Il doit toutefois atteindre 1881 pour voir le premier bâtiment inédit sortir de terre, prélude d'un complexe industriel qui en comptera plus de 20,. Son entreprise prend rapidement une telle extension qu'il occupe le dixième de la population locloise. Il prouve ainsi qu'il est possible de produire toutes les pièces nécessaires à la fabrication d'une montre sous le même toit et crée ainsi l'une des premières manufactures horlogères industrielles de la région,. Il fait fabriquer non seulement mouvements de montres et de pendules mais aussi cadrans, en émail et peints, boîtes de montres et même les outils servant à fabriquer les pièces.     

### La fin de l'indépendance

#### Les débuts de la société en commandite par actionsGeorges Favre-Jacot & Cie: 1896-1904
Georges Favre-Jacot, malgré les bénéfices engrangés, a besoin d'argent frais pour continuer à assurer la croissance et le développement de l'entreprise,. Jusqu'en 1892, il collabore avec la Banque du Locle puis il transfère ses affaires à la Banque Cantonale Neuchâteloise, la Banque du Locle n'arrivant plus à lui accorder les crédits suffisants. Le 16 juillet 1896, il transforme sa fabrique d'horlogerie en Société en commandite par actions qui prend le nom de Georges Favre-Jacot et Cie. Georges Favre-Jacot en est le gérant indéfiniment responsable ayant seul la signature sociale. À ce moment-là, son organisation industrielle est jugée parfaite de même que sa gestion du personnel: les ouvriers le considèrent comme sévère mais juste. Toutefois, il doit désormais rendre des comptes à un Conseil de surveillance composé de 5 membres et, malgré le consensus apparent des débuts, les relations vont peu à peu se tendre ave ses bailleurs de fonds,. Georges Favre-Jacot, qui a piloté seul son entreprise pendant 30 ans, a des difficultés à admettre ces nouvelles contraintes. Il va donc souvent omettre de demander l'autorisation du Conseil avant d'engager des travaux d'agrandissement par exemple. Par ailleurs, le Conseil ne se réunissait pas toujours régulièrement et des décisions urgentes étaient repoussées ce qui a probablement poussé Georges Favre-Jacot à se passer de son accord.    
En 1898, Georges Favre-Jacot crée le calibre « Zenith » qui remporte très vite un très grand succès. Mais le Conseil de Surveillance demande à son gérant de produire et vendre mais ne lui donne pas les moyens de le faire : il refuse les investissements et insiste que sur le fait que les nouveaux locaux nécessaires à la production du nouveau calibre doivent être financés par la vente du vieux stock, c'est-à-dire les calibres antérieurs au « Zenith ». Pendant près de 10 ans, Georges Favre-Jacot se bat pour pouvoir vendre beaucoup à des prix bas afin de rester concurrentiel, ce en développant les moyens de productions, tout en réformant le système commercial. Il se heurte de plus en plus fréquemment au Conseil de surveillance qui considérait surtout l'aspect financier de l'entreprise. Il est également souvent en conflit avec le Conseil de surveillance concernant la politique du personnel : il préfère garder ses ouvriers même lors des baisses d'activité plutôt que de les voir embaucher par la concurrence,.     
La période 1896-1904 est une période de croissance modérée. Georges Favre-Jacot, freiné par le Conseil de surveillance, ne peut pas construire de nouveaux bâtiments ni perfectionner l'outillage autant qu'il le voudrait. De même on demande à Jämes Favre de conquérir les marchés non avec des produits nouveaux mais avec le vieux stock à écouler. Ces problèmes, d'abord latents, vont provoquer des tensions croissantes et amener à l'exclusion du fondateur de l'entreprise,.     

#### Vers la dissolution de la société en commandite et la fin de carrière de Georges Favre-Jacot: 1904-1911
Georges Favre-Jacot & Cie rencontre de nombreuses difficultés pendant cette période : problèmes de commercialisation à cause de la guerre russo-japonaise, crise économique de 1908-1909 et difficultés face aux mouvements ouvriers. Par ailleurs les tensions internes à l'entreprise vont précipiter la fin de la société en commandite.  
En 1904, le Conseil nomme Jämes Favre, son neveu et gendre comme second gérant de l'entreprise. Il collabore déjà comme responsable du secteur commercial et le Conseil de surveillance est satisfait de son travail,. Jämes Favre a épousé le 1er août 1904 la fille de Georges Favre-Jacot malgré l'opposition de ce dernier. Avec le gendre devenu l'égal de son beau-père sur le plan professionnel, les relations se tendent entre les deux hommes et sont l'une des raisons de la dissolution de la société en commandite.      
Cependant les affaires sont florissantes dès 1905 et les nouvelles constructions sortent de terre et sont opérationnelles dès 1906,.     
De nombreux conflits naissent entre Georges Favre-Jacot et le Conseil de surveillance à propos du montant des dépassements des travaux, d'autant que le gérant n'a parfois demandé ni autorisation de construire ni présenté de plans techniques et financiers. De plus, la structure de la société en commandite et le mode de gestion du Conseil de surveillance font que les actions détenues en propre par Georges Favre-Jacot ne sont pas rémunérées pour permettre les amortissements tandis que les dividendes sont versées au reste des actionnaires,. L'entreprise fait également face à des difficultés sur certains marchés, notamment en Russie, ce qui conduit à une surproduction et une mise au chômage partiel des ouvriers. Malgré tout Georges Favre-Jacot est l'un des seuls entrepreneurs à accorder des augmentations de salaire à ses ouvriers, préservant ainsi l'entreprise de conflits que d'autres n'éviteront pas. Les périodes de ralentissement alternent avec des périodes où la production n'est pas suffisante pour répondre à la demande, provoquant des tensions constantes entre un gérant qui souhaite développer son entreprise et un Conseil de surveillance qui préfère la prudence.     
En 1911, les conflits entre Georges Favre-Jacot et le Conseil de surveillance, concernant notamment les bâtiments éclatent au grand jour, de même que celui entre le fondateur et son gendre. L'Assemblée générale des actionnaires vote le 30 octobre 1911 la dissolution de la société en commandite. Georges Favre-Jacot n'y est pas présent mais représenté par un avocat. La nouvelle Société anonyme prend le nom de Fabriques des montres Zenith S.A. succ. de Georges Favre-Jacot & Cie, le fondateur s'est effacé au profit de son produit-phare. Jämes Favre est nommé directeur et Georges Favre-Jacot quitte l'entreprise malgré lui. Il est accusé de malversations et rendu responsable de supposées malfaçons dans les bâtiments. Pourtant les analyses et travaux ultérieurs montreront que ses accusations étaient infondées. Le site de Zenith, construit sur la colline au fur et à mesure des besoins demeure un exemple exceptionnel d'architecture industrielle horlogère et fait partie depuis 2009 de la zone inscrite au Patrimoine mondial de l'Unesco au titre de l'Urbanisme horloger. 
Ainsi, lors de sa retraite forcée, Georges Favre-Jacot laisse un outil industriel complet, une manufacture regroupant toutes les activités de la fonte du métal à la fabrication des cadrans en émail en passant par les boîtes et chacun des rouages du mécanisme. C’est également une entreprise prospère, dont les produits correspondent aux désirs et besoins de clientèles variées, hommes et femmes, sur tous les marchés, mais aussi à ceux de l’aviation naissante et des armées.

### Les produits et les marchés

#### Le développement international

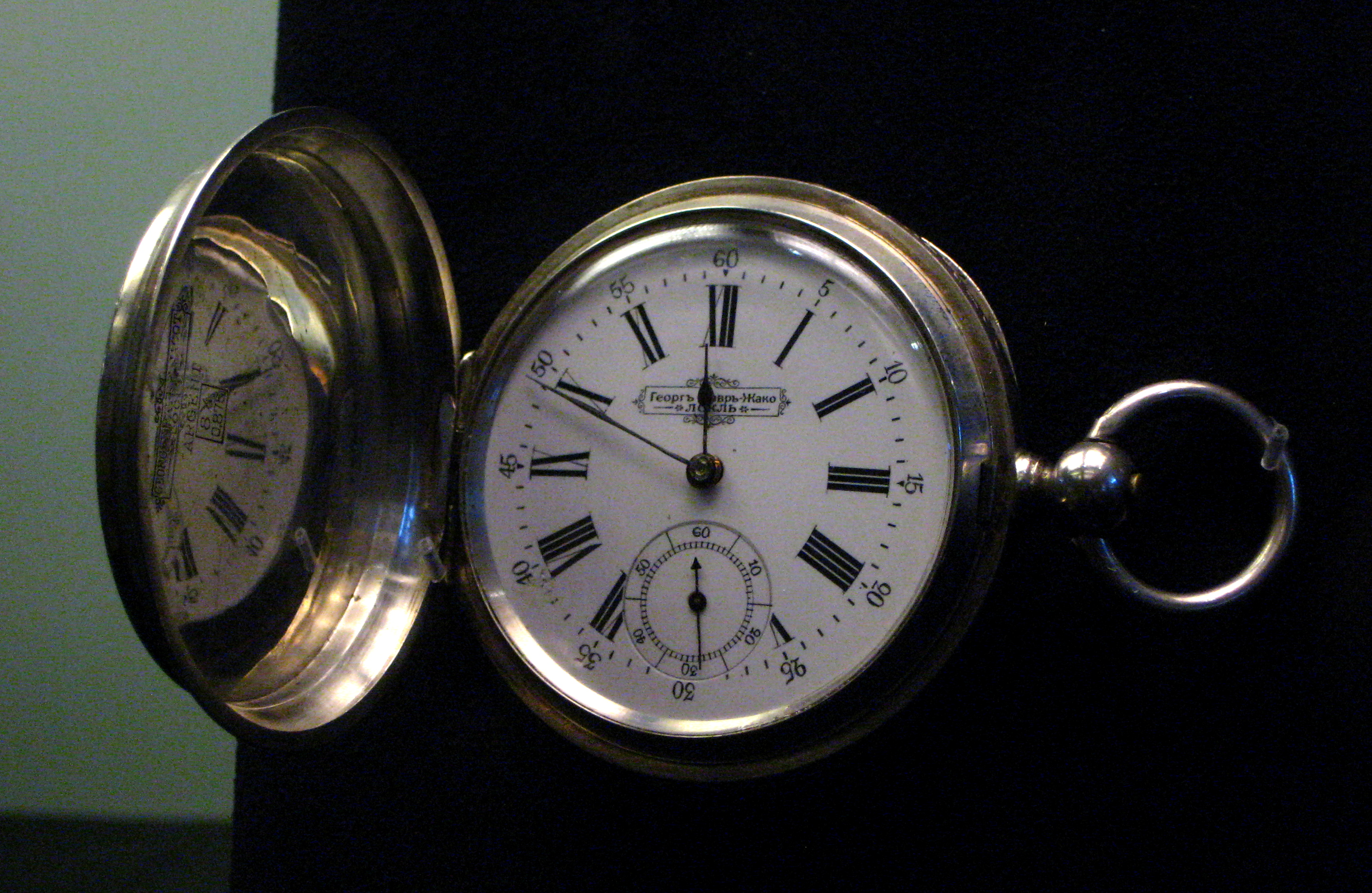
Une montre de Georges Favre-Jacot (inscrit sur le cadran en cyrillique) pour le marché russe, vers 1880

Georges Favre-Jacot, pionnier dans les méthodes de fabrication avec la réunion de toutes les activités sous le même toit l’interchangeabilité des pièces, innovera également dans les domaines que nous appelons aujourd’hui communication et marketing. En effet, les montres fabriquées aux Billodes sont diffusées très tôt à l’international, avec des marques de fabrique déposées spécialement pour la Turquie et la Russie notamment dès les années 1880,. Il coopère avec Heinrich Moser, qui y est établi depuis 1829, pour le marché russe. L’extension internationale se poursuivra à la fin du XIXe siècle et au début du XXe siècle aussi bien en Europe qu’en Asie et aux Amériques,,. En 1898, un représentant fut engagé à Paris pour couvrir la France, la Belgique, l'Algérie ainsi que toute l'exportation partant de France à destination de l'outre-mer. Jämes Favre, le neveu de Georges Favre-Jacot travaille depuis 1896 comme responsable du secteur commercial. D'entente avec son oncle, il entreprend de nombreux voyages pour ouvrir les marchés: Russie, Angleterre, Mandchourie, Chine, Japon, Hong-Kong, Shanghai, Java, Batavia,. Une collaboration est également mise en place avec Favre-Leuba S.A., bien implanté dans les territoires devenus l'Inde, le Pakistan et la Birmanie. Des agences sont également organisées en Amérique du Sud, enfin Jämes Favre se rend aux États-Unis d'Amérique pour visiter des fabriques d'horlogerie et y préparer la vente du mouvement Zenith,.        

#### Les modèles marquants initiés par Georges Favre-Jacot et les collaborations artistiques
L'entreprise qui s'appelle encore Georges Favre-Jacot & Cie commence à avoir une politique de marque et utiliser de plus en plus le nom Zenith, du nom du calibre présenté en 1898. La légende raconte que Georges Favre-Jacot ait eu l'idée de ce nom en regardant les constellations du ciel nocturne étoilé. Il dépose la marque dès le 12 mars 1897. 
Georges Favre-Jacot cherche à proposer des montres en lien avec les mouvements artistiques et culturels de son époque. Il est notamment le seul horloger à collaborer avec Alfons Mucha pour proposer dès 1900 à l’occasion de l’Exposition Universelle de Paris une collection exclusive de quatre montres de poche reprenant des motifs inédits des quatre saisons de Mucha,.   A l'occasion de l'Exposition, l'entreprise présente également de nombreux modèles thématiques, dont une montre dite « Campo dei Fiori » d'après une médaille trouvée en 1899 à Rome et supposée être une représentation de Jésus Christ,,. Enfin Georges Favre-Jacot propose également des modèles destinés plus spécialement à sa clientèle française avec une « Coq Gaulois » et l'autre le « Chat Noir », d'après le cabaret de Montmartre. Le Grand Prix remporté par la montre représentant le coq va être mentionné, accompagné de médailles remportés dans d'autres expositions, sur des dizaines de milliers de montres de poche jusqu'aux années 1970. 
Zenith proposera de nombreux autres modèles de montre de poche de style Art Nouveau pendant plus de 20 ans. Georges Favre-Jacot, comme il l'avait fait avec Mucha, collaborera également personnellement avec René Lalique à la création d'une montre de poche au boîtier en bakelite translucide évoquant le verre dépoli. Plus tard, Zenith sera également l’un des acteurs importants de l’Art Déco. Georges Favre-Jacot est aussi l’un des membres fondateurs du Werkbund en Suisse romande avec Alphonse Laverrière,. Ce mouvement a pour but de concilier industrie, modernité et esthétisme, de développer les Arts appliquées et de réformer l’esthétique des produits industriels. Parti d’Allemagne, le mouvement se répand en Autriche, en Suisse, d’abord à Zurich puis en Suisse Romande,. Georges Favre-Jacot et surtout ensuite Jämes Favre vont développer avec Alphonse Laverrière une fructueuse collaboration couvrant aussi bien les produits que les emballages et les boutiques, plaçant ainsi Zenith comme pionnier dans le mouvement de réforme des arts décoratifs lancé par les artistes et les entrepreneurs regroupés au sein du Werkbund. 

#### La participation aux concours de chronométrie
Dès le début du XXe siècle, Georges Favre-Jacot mise sur la précision et présente ses mouvements aux Concours chronométriques de l'Observatoire de Neuchâtel. Les résultats sont très vite au rendez-vous et confortent Georges Favre-Jacot dans son choix de privilégier le perfectionnement technique pour assurer l'expansion commerciale,. Zenith participe aux concours avec succès jusqu'à leur fin en 1967 et remporte plusieurs records absolus,. L'argument de la précision et des prix remportés à l'Observatoire est présent durant toute la période dans les publicités de la marque, ainsi que l'avait voulu son fondateur.

## Activités en dehors de l'horlogerie

### Le bâtisseur
Horloger et chef d’entreprise, Georges Favre-Jacot se découvre aussi précocement une vocation de constructeur et d’investisseur. Patron soucieux du bon maintien des relations sociales, il construira dans les quartiers des Eroges et de la Molière des maisons locatives pour loger ses ouvriers,. Devenu un des plus importants propriétaires fonciers du canton de Neuchâtel, il ne se limite pas à agrandir et transformer la fabrique des Billodes,. Il possède une carrière, un moulin à sable et une fabrique de briques au Col-des-Roches et y fait également construire un hôtel et de même qu’au Grand-Sommartel,,. Il investit aussi dans une imprimerie qui fabrique les brochures et dépliants publicitaires de la marque.    
Georges Favre-Jacot, montrant à nouveau sa perspicacité dans la découverte de talents et sa sensibilité aux courants artistiques de son époque consacre une partie de sa retraite à la construction de sa villa en collaboration avec un jeune architecte prometteur, Charles-Edouard Jeanneret-Gris, qui deviendra Le Corbusier,. Le projet est élaboré en 8 jours, la construction débute 12 jours après la première rencontre entre l'architecte et Georges Favre-Jacot, qui s'installe en 1913 dans cette maison de maître qui surplombe le site de la manufacture qu'il a créé,.     

### L'amoureux de chevaux
L’autre grande passion de Georges Favre-Jacot, à côté de l’horlogerie, ce sont les chevaux. Propriétaire de ses propres écuries, Georges Favre-Jacot participe avec ses animaux aux concours et aux courses organisées par les sociétés agricoles et hippiques  romandes. Il organise même, dans son propre manège des Eroges, une foire de poulains et de chevaux aduultes du Locle, en 1901,. Il reste largement connu, au Locle, pour son déplacement à bord d’un petit tilbury devenu légendaire et son décès consécutif à sa dernière promenade à cheval,.     